# Juan de Herrera y Soba
Para otros personajes de nombre similar, véase Juan de Herrera.
Juan de Herrera y Soba (Palencia, 1661 - Madrid, 7 de junio de 1726) fue un eclesiástico, jurista y hombre de estado español.

## Biografía
Estudiante de la Universidad de Valladolid y del colegio mayor de San Clemente de la Universidad de Bolonia, fue deán de la iglesia de Palencia, gran canciller del ducado de Milán y auditor del tribunal de la Rota Romana. 
Tras residir la mayor parte de su vida en Italia, en 1722 regresó a España para tomar posesión como obispo de Sigüenza.  Dos años después marchó a la corte de Madrid tras haber sido nombrado gobernador del Consejo de Castilla.
Muerto en 1726, fue sepultado en la catedral de Palencia.